# Polystichum obtusum
Polystichum obtusum är en träjonväxtart som beskrevs av John Smith. Polystichum obtusum ingår i släktet Polystichum och familjen Dryopteridaceae. Inga underarter finns listade.